# Scotch Whisky Association
La Scotch Whisky Association (SWA) es la asociación reguladora de la denominación «Scotch Whisky», un sector que corresponde al alrededor del 85 % de las exportaciones de alimentos y bebidas de Escocia y casi un 25 % de las del Reino Unido. Se dedicaba asimismo a proteger la marca en el contexto de la indicación geográfica protegida (IGP), según la normativa EC Regulation 110/2008 de la Unión Europea sobre bebidas alcohólicas, y la ley británica Scotch Whisky Regulations 2009. Sus miembros abarcan más del 95 % de la producción del sector.

## Historia
La asociación actual nace en 1942 aunque tiene sus orígenes en la Wine & Sprit Brand Association, establecida en 1912 para proteger el sector frente a la subida de impuestos del 30 % unos años antes, y la amenaza del gobierno de imponer la prohibición y el control estatal del sector. En 1917, la asociación cambió su nombre a la de la Whisky Association, para dar cobertura a los productores de whisky escoceses y irlandeses.

## Intervenciones de la asociación
Entre las intervenciones realizadas por la asociación contra más de 1000 productos y casi 3000 marcas registradas en todo el mundo y otras actuaciones se encuentran las siguientes:

### Cardhu
En 2003, la asociación intervino en resolver la polémica creada cuando la marca Cardhu, perteneciente a Diageo, el grupo que abarcó aproximadamente el 40 % del mercado del Scotch Whisky en 2013, al verse incrementadas sus ventas y al comenzar a quedarse sin existencias de su tradicional single malt, puso en el mercado una mezcla de maltas bajo el término de pure malt. El acuerdo alcanzado consistió en que la marca podría continuar vendiendo su producto, pero con la etiqueta de pure malt Cardhu y cambiando los colores de la misma para distinguirla de la tradicional.

### Control de precios
En 2013, la SWA acudió al Tribunal de Justicia de la Unión Europea para impedir la introducción del control de precios establecido por la Alcohol (Minimum Pricing) (Scotland) Act 2012 aprobado por el gobierno en 2012.